# Річард Тейлер
Річард Тейлер, іноді Талер (англ. Richard H. Thaler, /ˈθeɪlər/) — американський економіст, професор Школи бізнесу Бута в Чиказькому університеті, лауреат Нобелівської премії з економіки 2017 року «за внесок у поведінкову економіку». Лауреат премії Самуельсона (2005).
Найбільше Тейлер відомий як теоретик поведінкових фінансів. Він співпрацював у цій галузі економіки з Даніелем Канеманом та іншими економістами. Вибір його як лауреата премії імені Нобеля Королівська академія наук Швеції обґрунтувала тим, «що його внесок збудував міст між економікою та психологічним аналізом процесу прийняття рішень індивідом. Його емпіричні результати та теоретичні ідеї мали важливе значення для створення та швидкого розвитку нового напрямку в поведінковій економіці».

## Життєпис
Річард Тейлер народився в містечку Іст-Оріндж, округ Ессекс, штат Нью-Джерсі, у єврейській родині. Його батько Алан Моріс Тейлер (нар.1917, Торонто — пом.2004, Скоттсдейл) був актуарієм і до кінця кар'єри — старшим віце-президентом страхової компанії «Prudential», у 1970 році став партнером в консалтинговій фірмі «Milliman & Robertson». Мати Річард — Розлін Мельников (нар.1921, Бруклін — пом.2008, Скоттсдейл) — була шкільною вчителькою.
Річард Тейлер здобув середню освіту у приватній «Newark Academy», ступінь бакалавра — у 1967 в Західному резервному університеті Кейза (Клівленд), у 1970 році став магістром.
У 1974 році Річард Тейлер в Рочестерському університеті здобув ступінь доктора філософії.
Викладав у Рочестерському, Корнелльському та Чиказькому університетах.
Річард Тейлер був одним з радників президента США Барака Обами.

## Публікації

### Книги
- Thaler, Richard H. 1992. The Winner's Curse: Paradoxes and Anomalies of Economic Life. Princeton: Princeton University Press. ISBN 0-691-01934-7.
- Thaler, Richard H. 1993. Advances in Behavioral Finance. New York: Russell Sage Foundation. ISBN 0-87154-844-5.
- Thaler, Richard H. 1994. Quasi Rational Economics. New York: Russell Sage Foundation. ISBN 0-87154-847-X.
- Thaler, Richard H. 2005. Advances in Behavioral Finance, Volume II (Roundtable Series in Behavioral Economics). Princeton: Princeton University Press. ISBN 0-691-12175-3.
- Thaler, Richard H., and Cass Sunstein. 2009 (updated edition). Nudge: Improving Decisions About Health, Wealth, and Happiness. New York: Penguin. ISBN 0-14-311526-X.
- Thaler, Richard H. 2015. Misbehaving: The Making of Behavioral Economics. New York: W. W. Norton & Company. ISBN 978-0-393-08094-0.
- Талер, Річард Поведінкова економіка. Як емоції впливають на економічні рішення / пер. з англ. Світлана Крикуненко. — К.: Наш Формат, 2018. — ISBN 978-617-7388-72-1
- Тейлер, Річард, Кас Санстейн Поштовх. Як допомогти людям зробити правильний вибір / пер. з англ. Ольга Захарченко. — К.: Наш Формат, 2017. — 312 с. — ISBN 978-617-7388-65-3.